# An San
Dans ce nom coréen, le nom de famille, An, précède le nom personnel.
An San (en coréen : 안산), née le 27 février 2001, est une archère sud-coréenne, triple médaillée d'or aux Jeux olympiques d'été de 2020.

## Carrière
Lors du premier jour des épreuves de tir à l'arc aux Jeux olympiques d'été de 2020, elle bat le record olympique de l'épreuve individuelle femmes lors des qualifications en réalisation 680 avec 72 flèches. L'ancien record de 673 points en 72 flèches datait des Jeux olympiques d'été de 1996 et avait été réalisé par Lina Herasymenko.
Le lendemain, elle remporte la médaille d'or de l'épreuve par équipes mixte avec son partenaire Kim Je-deok en battant les Néerlandais Gabriela Schloesser et Steve Wijler 5 sets à 3. Lors de la compétition par équipe, elle remporte le titre avec ses compatriotes Kang Chae-young et Jang Minhee. Enfin, elle triomphe en individuelle avec un final relevé où sur les deux dernière rencontre, le match se termine par un succès à la mort subite face à l'américaine Mackenzie Brown et la médaillée d'argent russe Elena Osipova. Elle devient la première archère à remporter trois médailles d'or lors de la même olympiade depuis 1904.
Elle a fait l'objet d'une campagne de dénigrement sur les réseaux sociaux de la part d'une mouvance antiféministe qui lui reprochait sa coupe de cheveux, jugée insuffisamment féminine.